# Vallmanya (Sant Pere de Vilamajor)
|  | Aquest article tracta sobre el mas. Vegeu-ne altres significats a «Vallmanya». |

Vallmanya és una mas de muntanya situat al veïnat de Santa Susanna de Vilamajor, al terme municipal de Sant Pere de Vilamajor, (Vallès Oriental). Dona nom a la vall de Vallmanya, que porta les aigües cap al municipi veí de Sant Esteve de Palautordera.
La primera vegada que surt documentada és l'any 1190 quan el comte-rei Alfons el Cast donà el mas de Vallmanya de la parròquia de Santa Susanna de Vilamajor a la Confraria de Cardedeu.